# Luigi Di Biagio
Luigi Di Biagio ( pronúncia italiana : [ luidʒi dibjadʒo ]; Roma, 3 de junho de 1971) é um ex-jogador de futebol e atual treinador. Atualmente está sem clube.

## Biografia
Di Biagio, nasceu em Roma. Antes de ingressar na Ascoli, jogou na Lazio (1988-1989), Monza (1989-1992), Foggia (1992-1995), Roma (1995-1999), Internazionali (1999-2003), e Brescia Calcio (2003-2006). Ele foi convocado 31 vezes para a seleção da Itália, marcando dois golos. Pela Itália disputou duas Copas do Mundo: 1998, na França e 2002 na Coreia do Sul e no Japão. Em 1998, o gol marcado por Di Biagio na vitória por 3 a 0 sobre Camarões na primeira fase foi o centésimo da Seleção Italiana em Copas do Mundo, mas na partida contra a França nas quartas de final após empate sem gols após 120 minutos, errou o pênalti que eliminou a Itália. Também esteve em 2002 mas não marcou nenhum gol. Na UEFA Euro 2000, foi um dos batedores na disputa de pênaltis na semifinal contra a Holanda tendo acertado sua cobrança.
Di Biagio assinou com a Ascoli em novembro de 2006, mas a proposta não foi considerada válida pela federação, já que o jogador não foi liberado gratuitamente pelo Brescia antes do prazo de 30 de junho. Portanto, a licitação foi adiada em janeiro de 2007 e, entretanto, Di Biagio continuou treinando com Ascoli, e jogou de novembro a dezembro com o clube.
Luigi Di Biagio substituiu o técnico Devis Mangia como seleccionador nacional de Itália Sub-20 onde esteve entre 2011/2012.